# ウィルマー・マクリーン
ウィルマー・マクリーン（Wilmer McLean、1814年5月3日 - 1882年6月5日）は、アメリカ合衆国バージニア州の食料品商人。偶然にもその住居が南北戦争初期と末期の重要な出来事の舞台となったため、「南北戦争はマクリーンの家の庭先で始まり、その応接間で終わった」と言われる。すなわち、戦争勃発時に暮らしていたマナサス郊外の住まいは、陸上戦闘では最初の大規模会戦である第一次ブルランの戦い（第一次マナサスの戦い）で最初の砲撃が加えられた場所となり、戦争中に引っ越したアポマトックス・コートハウスの住まいは、南北戦争の実質的な終結を意味するロバート・E・リー将軍降伏の場となった。

## 生涯

### 生い立ち

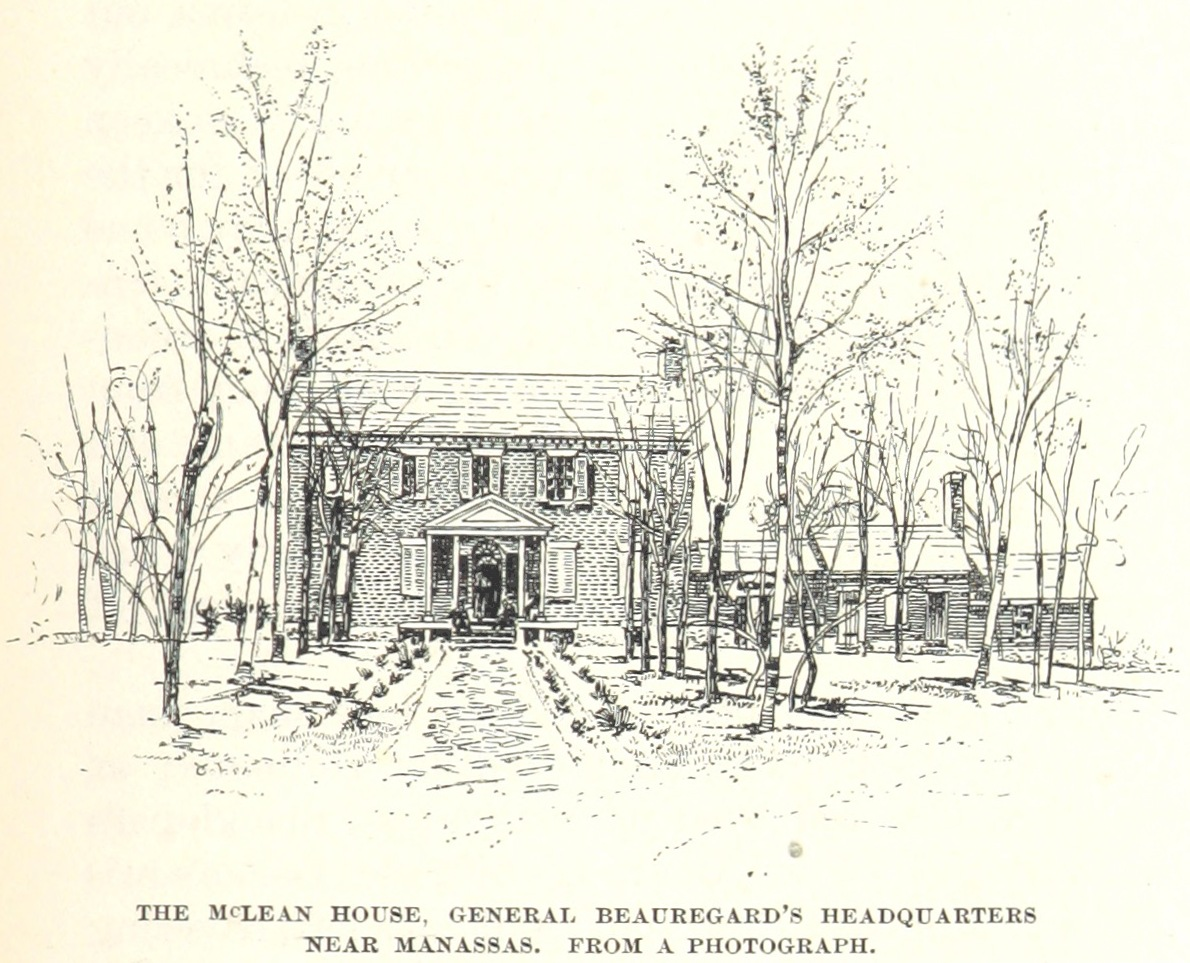
マナサス郊外（ヨークシャー・プランテーション）のマクリーン家

ウィルマー・マクリーンは、1814年5月3日にバージニア州アレクサンドリアで生まれた。1853年には裕福な寡婦であるヴァージニア・メイソン（Virginia Mason）と結婚した。妻のヴァージニアはプリンスウィリアム郡（マナサス郊外）でヨークシャー・プランテーション（Yorkshire Plantation）という農場を所有しており、マクリーン夫妻はこの農場に居を構えた。
マクリーンはしばしば「農場主」(farmer) として言及されるが、その生涯において農業を営んだと言えるような時期はない。南北戦争以前、彼の仕事は食料品の卸売・小売であった。ヨークシャー・プランテーションの管理に携わったのが、わずかな農業との接点である。

### 南北戦争

#### 第一次ブルランの戦い

1861年7月21日朝、マナサス北方における両軍の配置。地図右、南軍（赤）が駐屯する中心に McLean の家の表示がある。

1861年7月21日、南北戦争における両軍最初の大会戦である第一次ブルランの戦い（第一次マナサスの戦い）がマナサス北方で展開されたが、その最初の攻撃は、マクリーン一家が暮らすヨークシャー・プランテーションで行われた。
当時、マクリーンの家は、南軍のP・G・T・ボーリガード准将が司令部として使っていた。7月21日午前5時15分、北軍はこれに砲撃を加え、砲弾は台所の暖炉に落下した。ボーリガードは戦いの後で次のように記している。

#### 南北戦争中の生活
マクリーンはバージニア民兵の退役少佐であったが、南北戦争の勃発当時は47歳であり、現役復帰するには高齢であった。
南北戦争中、マクリーンは南軍に納入する砂糖のブローカーであった。マクリーンの商業活動はバージニア州南部が中心であったが、ヨークシャー・プランテーションのあるバージニア州北部が北軍の支配下に入ったため、南軍相手の商売は難しくなった。マクリーンは戦争から逃れるために引っ越しをしたのだという言い方を好んだが、州南部への移住にはこのような経済的な必要に迫られたためという事情もあった。もちろん、戦闘に巻き込まれる経験を繰り返したことから（マサナスは交通の要衝であり、1862年夏には同じ地域で第二次ブルランの戦い（第二次マナサスの戦い）が行われている）、彼の家族を戦闘から遠ざける意図があったことも疑いない。
1863年春、マクリーンとその家族は、マナサスから200km南、アポマトックス郡の小さな集落、アポマトックス・コートハウスで売りに出されていた家を購入して移住した。

#### アポマトックス・コートハウス

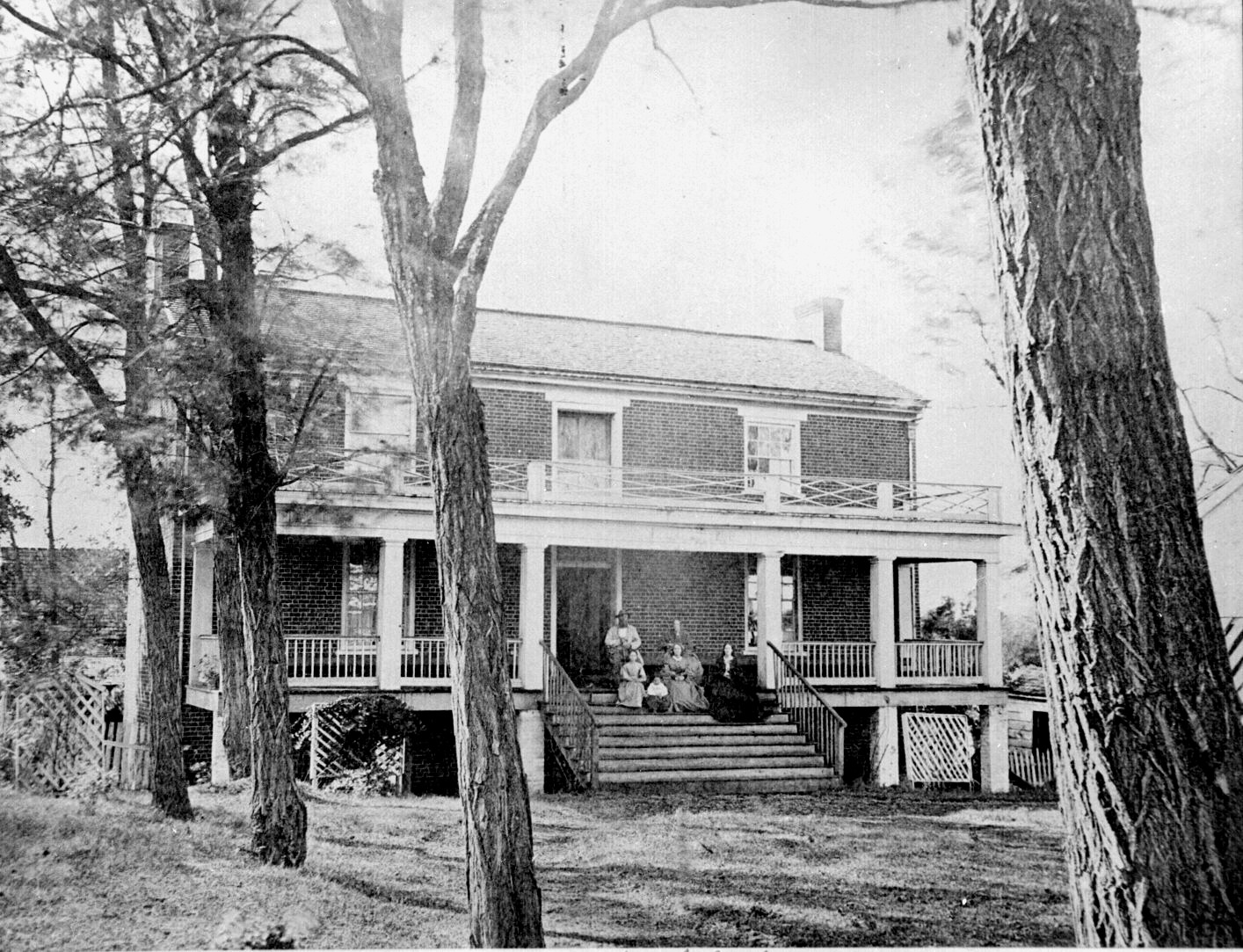
アポマトックス・コートハウスのマクリーンの家とマクリーン一家（1865年、Timothy O'Sullivan撮影）
扉の前にウィルマー、その右手に妻ヴァージニア（ジェニー）。写真にはマクリーン家の子供たち、Maria (21), Osceola “Ocie” (20), Lucretia “Lula” (8), Nannie (2) が写っている。マクリーン家の子供には他に Wilmer Jr. (11) がいるが、この写真に写っていない。

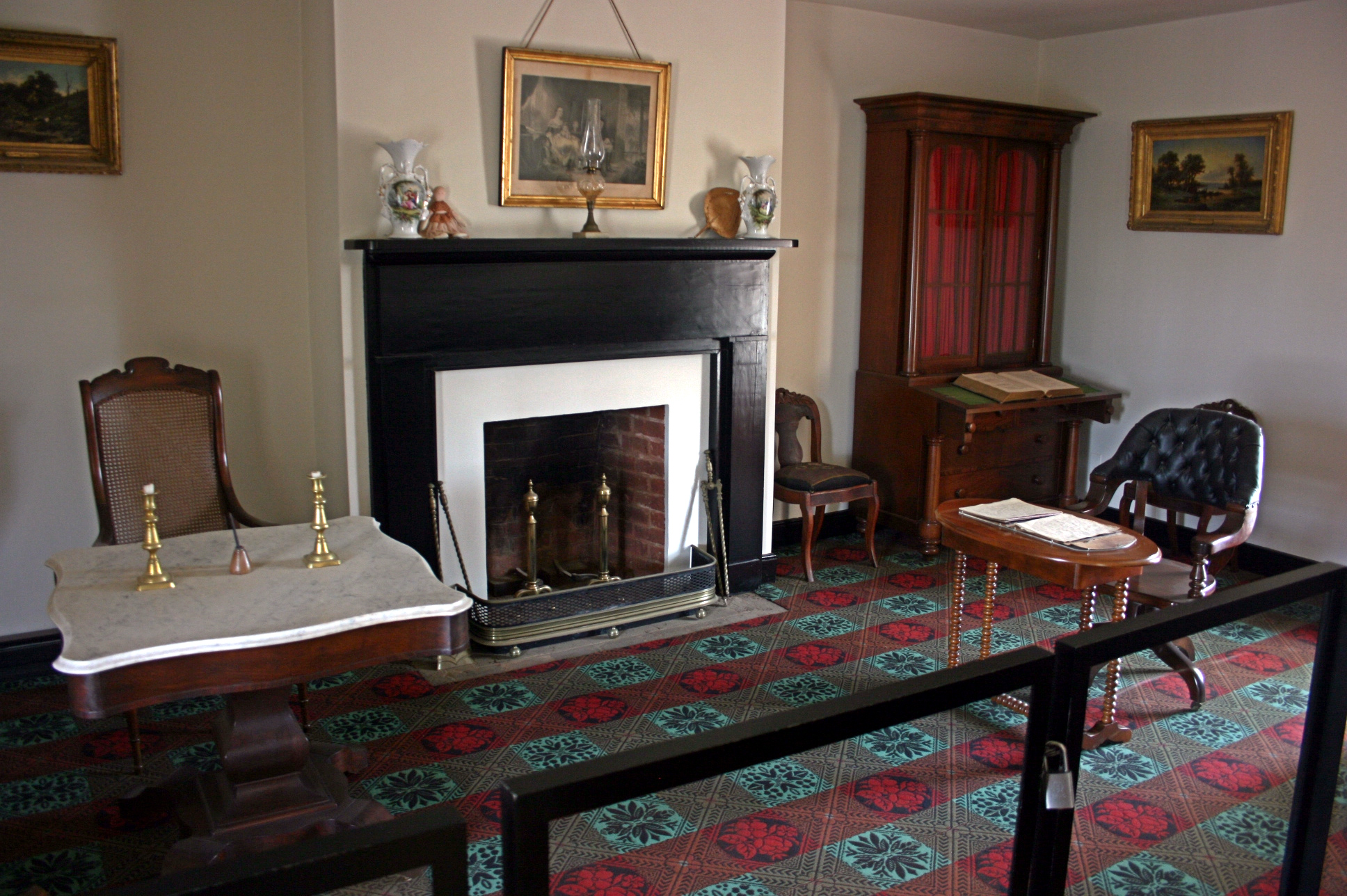
再現されたマクリーン・ハウスのパーラー。左の机をリーが、右の机をグラントが使った（ともに再現品）。

アポマトックス・コートハウスでマクリーンが購入した家は、1848年に建築された二階建ての家で、リンチバーグ＝リッチモンド街道（Lynchburg-Richmond Stage Road）沿いに所在していた。戦場から離れたアポマトックスは比較的安全であろうとマクリーンは考えたのであるが、南北戦争末期の1865年4月上旬、戦場がアポマトックス付近に移動してきた。ロバート・E・リー大将率いる南軍が、首都リッチモンド（4月3日陥落）やピーターズバーグから西へ向かって撤退戦を展開したのである（アポマトックス方面作戦）。1865年4月9日、ウィルマー・マクリーンの住居は、再び歴史の舞台となった。
4月8日のアポマトックス駅の戦い、4月9日早朝からのアポマトックス・コートハウスの戦いで、リーはこれ以上の撤退戦を阻止された。北軍（ポトマック軍）のユリシーズ・グラントはかねてリーに降伏を促す手紙を送っていたが、4月9日午前にリーはグラントに対し、疲弊しきった自軍（北バージニア軍）の降伏を話し合うための会見の場を設けるように手紙を送った。昼前にこの手紙を受け取ったグラントは、前線に出てリーと会見することを約する返書を軍使に持たせた。会見場の設定は、リーの選択にゆだねられた。リーや、副官であるチャールズ・マーシャル中尉 (Charles Marshall (colonel)) ら南軍側の首脳と北軍の軍使は、馬に分乗してアポマトックス・コートハウスの村に赴くこととなったが、リーに先行したマーシャルがコートハウス（裁判所・郡役場）の前で出会ったのが、ウィルマー・マクリーンであった。
マクリーンはマーシャルから、会見に適した場所はないかと尋ねられた。マクリーンはマーシャルに家具のない空き家を紹介したが、マーシャルは受け入れなかったため、自宅を提供することにした。午後1時、リーがマクリーン家に到着し、パーラー（the parlor、応接間）に席をとった。その30分後にはグラントが到着した。両将軍はマクリーン家のパーラーで25分間話し合い、グラントは寛大で紳士的な条件で南軍の降伏を受け入れた。降伏条件を記した文書が作成され、リーはこれにサインした。マクリーンの家から馬で帰るリーを、グラントはマクリーン家の表の階段まで出て脱帽の礼を以て見送り、グラントの部下もそれに倣った。
リーの降伏は、南北戦争の「終わりの始まり」であり、「連邦再統一」の一歩であった。のちにマクリーンは次のように述べている。
降伏の儀式が終わるや、北軍の将兵は、パーラーの机や椅子やその他もろもろ、固定されていなかったほぼすべての家具を「記念品」として持ち出し始めた。自分の財産の略奪であると抗議するマクリーンに対して、彼らはいくばくかの金を握らせた。エドワード・オード大将は、リー将軍が降伏文書にサインするのに用いた机の代金として金貨で40ドル（2014年現在の価値に換算しておよそ616.26ドル）を支払い、フィリップ・シェリダン大将はグラントが文案を書くのに使った机の代金として金貨で20ドルを支払った。なお、シェリダンがこの机を馬に載せて運ぶように命じたのはジョージ・アームストロング・カスターであった。

### 南北戦争後
南北戦争後もしばらくマクリーンはアポマトックス・コートハウスにとどまり、南軍兵士の墓地建設に寄付をするなどしている。しかし、マクリーンが抱えた借金の返済が不可能になったために、アポマトックス・コートハウスの家は債権者に差し押さえられ、競売に付された。1867年秋、マクリーンとその家族はヨークシャー・プランテーションの家に帰った。
しかしマクリーン家の経済的な困難はその後も続き、アレクサンドリアに引っ越している。マクリーンは1873年から1876年まで内国歳入庁に勤務、1876年から1880年まで税関に勤務した。
1882年6月5日、マクリーンはアレクサンドリアで没した。同地のセントポール墓地 (St. Paul's Cemetery (Alexandria, Virginia)) に、ヴァージニア夫人（1893年8月26日死去）とともに葬られている。

## 記念物

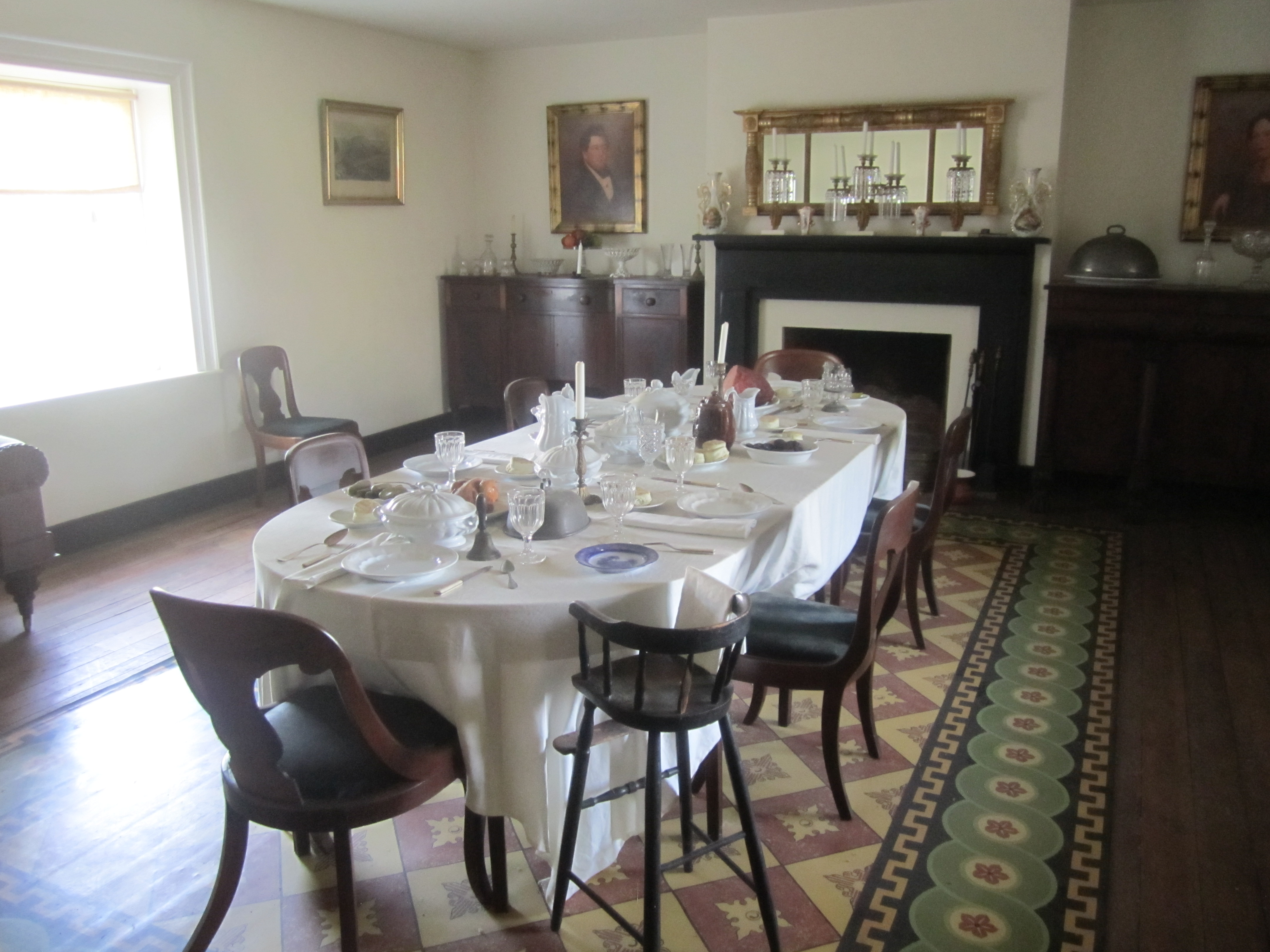
再現されたマクリーン・ハウスの食堂（ダイニングルーム）

リー将軍降伏の場となったマクリーンの第二の家は、マクリーンの手元を離れた後で人手に渡り、さらに解体・移築されて博覧会の展示物になったり、解体された資材が放置されたりするなど、曲折をたどった。家のあった敷地は、1940年にアメリカ合衆国国立公園局が管理するアポマトックス・コートハウス国立歴史公園 (Appomattox Court House National Historical Park) の一部として指定された。第二次世界大戦後に家屋（マクリーン・ハウス） (McLean House (Appomattox, Virginia)) の復元が行われ、1950年に完成・公開されている（アポマトックス・コートハウスも参照）。
北軍の将官たちが「記念品」として持ち去ったマクリーン家の家具のいくつかは、寄贈などによって国有資産となっている。たとえばリーが座っていた椅子、グラントが使っていた机、グラントが座っていた椅子などである。
リーが降伏文書にサインした際、パーラーのソファにはマクリーンの娘であるルラ（Lula McLean、当時7歳）のぬいぐるみ人形が置かれていた。この人形もまた北軍の参謀によって「記念品」として持ち去られ、歴史的瞬間に立ち会った「物言わぬ目撃者」（Silent Witness）の名で知られることになった。この人形は、パーラーでの出来事から約120年後にアポマトックス・コートハウスに帰還し、現在はビジターセンターの展示物として訪問者を迎えている。